# NGC 1128

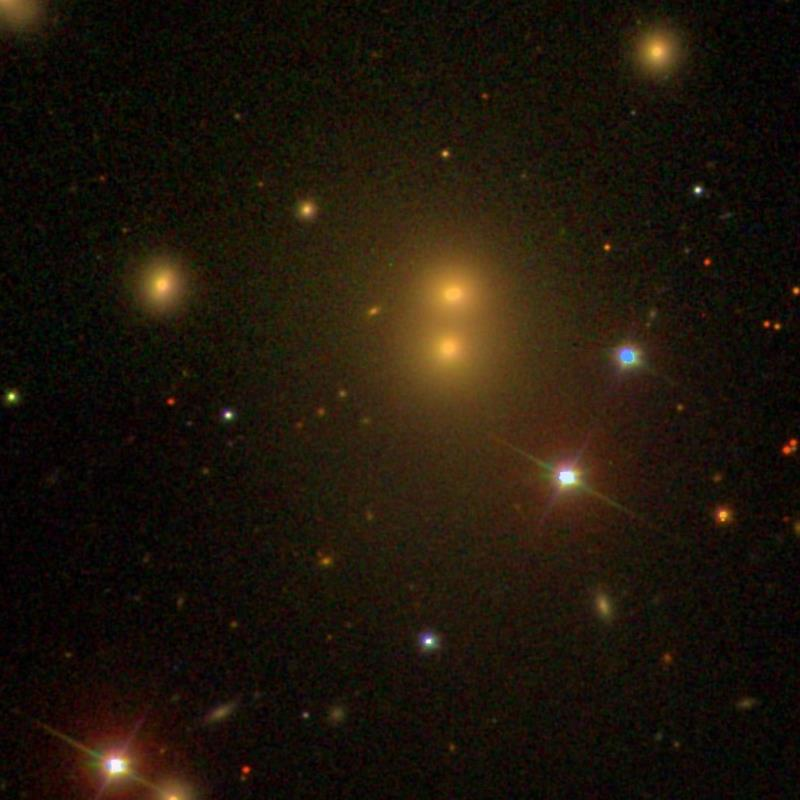
NGC 1128

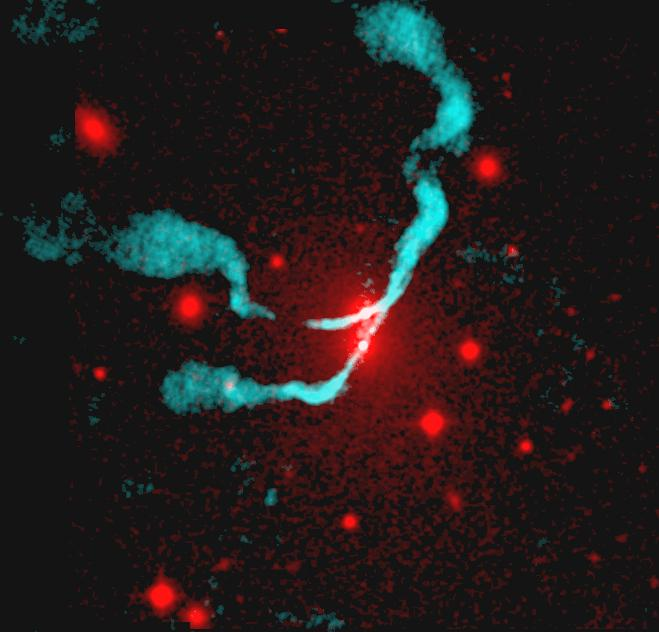
NGC 1128 in zichtbaar licht (rood) en radiogolven (blauw)

NGC 1128 bestaat uit een paar sterrenstelsels, afzonderlijk NGC 1128-1 en NGC 1128-2 geheten, op circa 311 miljoen lichtjaar van het Melkwegstelsel. Het systeem bevat ook een sterke radiobron, 3C 75, gevormd door de beide centrale zwarte gaten die zich naar elkaar toe bewegen.